# Джошуа Джонсон
Джошуа Джей Джонсон (англ. Joshua J. Johnson; нар. 10 травня 1976) — американський легкоатлет, який спеціалізувався в бігу на короткі дистанції.

## Спортивні досягнення
Чемпіон світу з естафетного бігу 4×100 метрів (2003).
Фіналіст (6-е місце) змагань з бігу на 200 метрів на чемпіонаті світу (2003).